# Брандон (Саона и Лоара)
Брандон (фр. Brandon) насеље је и општина у источном делу централне Француске у региону Бургоња, у департману Саона и Лоара која припада префектури Макон.
По подацима из 2011. године у општини је живело 297 становника, а густина насељености је износила 29,29 становника/km². Општина се простире на површини од 10,14 km². Налази се на средњој надморској висини од 286 метара (максималној 570 m, а минималној 272 m).

## Демографија
| 1962. | 1968. | 1975. | 1982. | 1990. | 1999. | 2011. |
| ----- | ----- | ----- | ----- | ----- | ----- | ----- |
| 334   | 308   | 273   | 236   | 218   | 245   | 297   |

График промене броја становника у току последњих година